# مقاطعة بجنورد
مقاطعة بجنورد (بالفارسية: شهرستان بجنورد) هي مقاطعة تقع في إيران في خراسان شمالي. يقدر عدد سكانها بـ 322,309 نسمة .